# Roger Ground
Roger Ground – przysiółek w Anglii, w Kumbrii, w dystrykcie (unitary authority) Westmorland and Furness. Leży 59 km na południe od miasta Carlisle i 372 km na północny zachód od Londynu.